# The Scythe of Cosmic Chaos
The Scythe of Cosmic Chaos treći je studijski album njemačkog death metal-sastava Sulphur Aeon. Album je 21. prosinca 2018. godine objavila diskografska kuća Ván Records.

## Popis pjesama
| 1.    | »Cult of Starry Wisdom«                                                        | 6:02 |
| 2.    | »Yuggothian Spell«                                                             | 5:11 |
| 3.    | »The Summoning of Nyarlathotep«                                                | 6:14 |
| 4.    | »Veneration of the Lunar Orb«                                                  | 5:13 |
| 5.    | »Sinister Sea Sabbath«                                                         | 9:25 |
| 6.    | »The Oneironaut - Haunting Visions Within the Starlit Chambers of Seven Gates« | 6:34 |
| 7.    | »Lungs into Gills«                                                             | 5:54 |
| 8.    | »Thou Shalt Not Speak His Name (The Scythe of Cosmic Chaos)«                   | 6:53 |
| 51:26 |                                                                                |      |

## Zasluge
Sulphur Aeon
- T. – gitara, bas-gitara
- M. – vokali
- D. – bubnjevi
- S. – bas-gitara
- A. – gitara

Ostalo osoblje
- Michael Zech – produkcija
- Simon Werner – produkcija
- Ola Larsson – naslovnica